# Nanao
Nanao (japanska: 七尾市?, Nanao-shi) är en stad i Ishikawa prefektur i Japan. Staden fick stadsrättigheter 1939.